# Etgar Keret

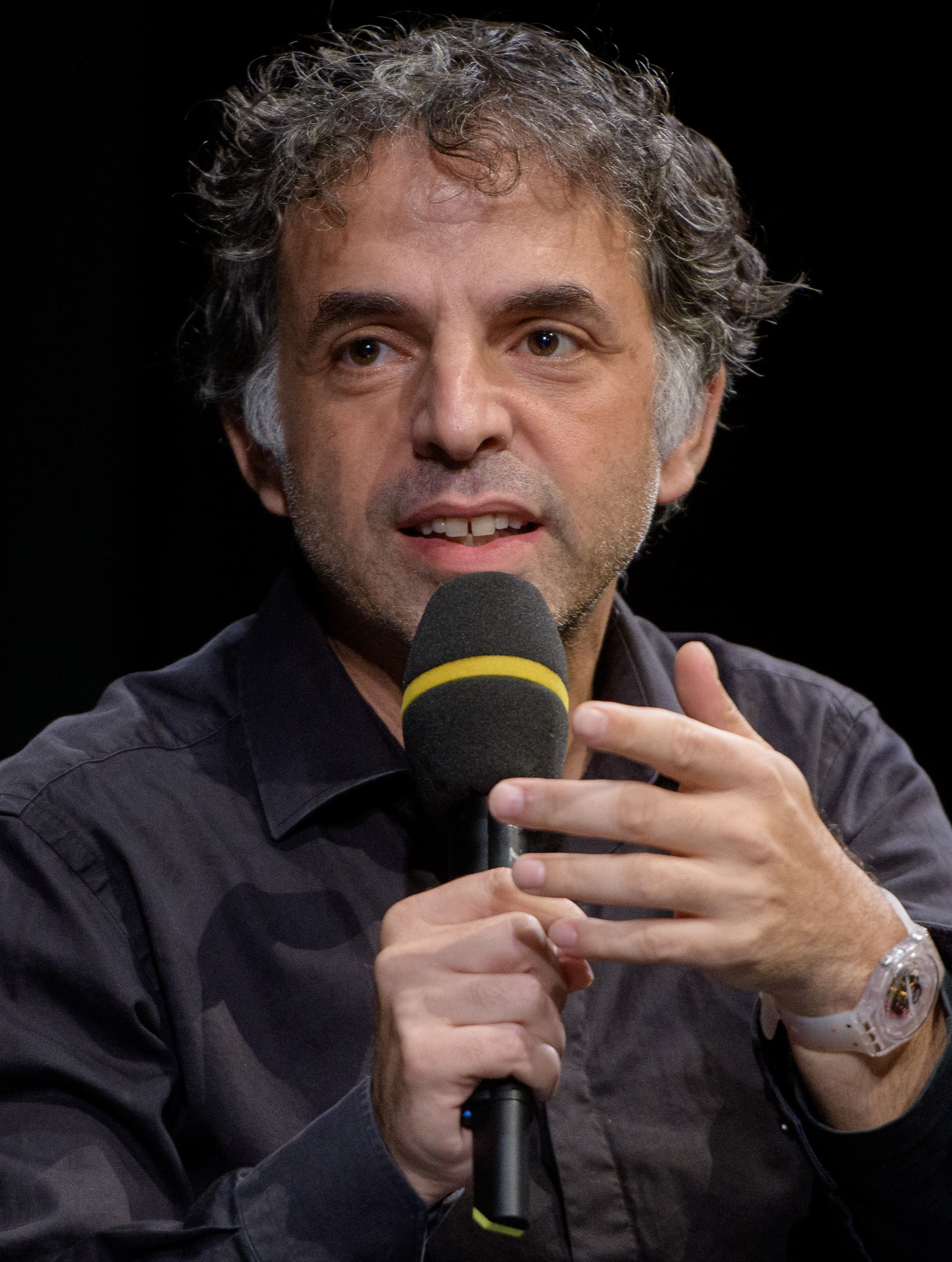
Etgar Keret (2016)

Etgar Keret (hebräisch אתגר קרת; * 20. August 1967 in Ramat Gan) ist ein israelischer Schriftsteller und Drehbuchautor.

## Leben und Laufbahn
Kerets Eltern überlebten die Shoah. Um 1985 leistete Keret seinen Wehrdienst in der israelischen Armee. Er arbeitet für das Fernsehen, produziert Kurzfilme und schreibt Comics und Kurzgeschichten mit Hang zum Absurden und Surrealen. Seine Bücher sind in Israel Bestseller und wurden in 40 Ländern in 37 Sprachen übersetzt; Keret gehört damit neben Amos Oz zu den meist übersetzten hebräischen Autoren. Mit dem palästinensischen Autor Samir El Youssef veröffentlichte Keret 2006 den Band Alles Gaza – geteilte Geschichten. Sein weitgehend autobiografisches Buch Die sieben guten Jahre hat er in Englisch veröffentlicht und wegen des strittigen Inhalts nicht in Hebräisch. Keret ist mit der Schauspielerin, Regisseurin und Kinderbuchautorin Shira Geffen, der Tochter von Yehonatan Geffen, verheiratet und hat mit ihr einen Sohn. 2016 wurde er mit dem nach dem kanadischen Unternehmer und Philanthropen Charles Bronfman benannten Charles-Bronfman-Preis ausgezeichnet.

### Das Keret-Haus in Warschau

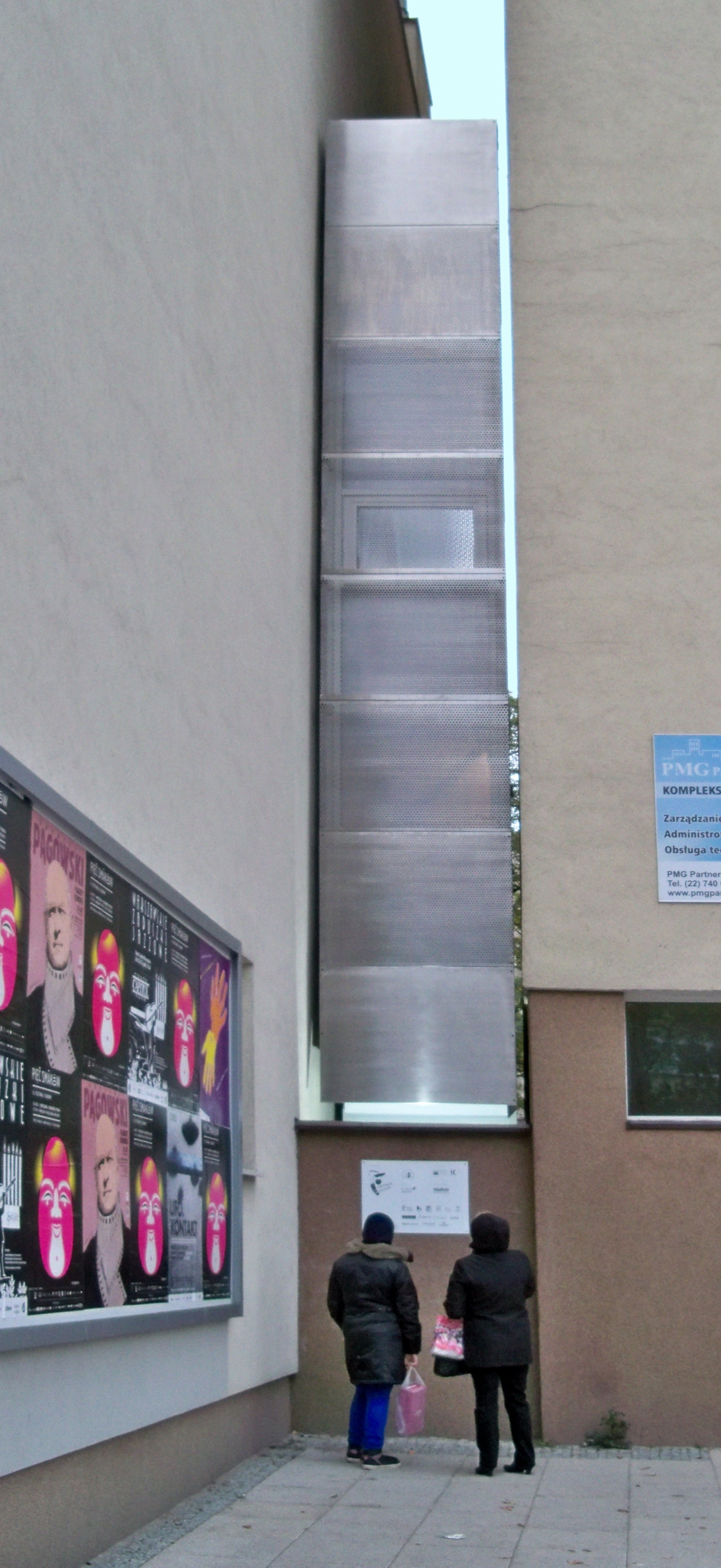
Das Keret-Haus

Der Architekt Jakub Szczęsny hat für Keret ein Haus entworfen, das er in Warschau in eine Baulücke zwischen zwei elfgeschossige Häuser eingepasst hat, und das als schmalstes Haus der Welt gilt. Das Keret-Haus ist an seiner breitesten Stelle 152 Zentimeter, an der schmalsten 92 Zentimeter breit und hat eine Wohnfläche von insgesamt 14,5 m². Am 19. Oktober 2012 hat der Schriftsteller das Haus bezogen. Das Haus steht im Stadtteil Wola an der Stelle, wo sich ehemals ein Eingang in das Warschauer Ghetto befand, über den Kerets Mutter, so erzählt er, als Kind Brot für die Familie ins Ghetto geschmuggelt habe.

## Literarisches Werk (Auswahl)
- Pizzeria Kamikaze. Roman, aus dem Hebräischen übersetzt von Barbara Linner, Luchterhand, München 2000, ISBN 3-630-62045-0.
- Der Busfahrer, der Gott sein wollte. Erzählungen, aus dem Hebräischen übersetzt von Barbara Linner, Luchterhand, München 2001, ISBN 978-3-630-87089-2.
- Gaza Blues. Kurzgeschichten, aus dem Hebräischen übersetzt von Barbara Linner, Luchterhand, München 2002, ISBN 3-630-62025-6.
- Mond im Sonderangebot. 33 Short Stories, aus dem Hebräischen  übersetzt von Barbara Linner, Luchterhand, München 2003, ISBN 3-630-87153-4; Taschenbuchausgabe: btt, München 2006, ISBN 978-3-442-73499-3.
- Plötzlich klopft es an der Tür. Stories, aus dem Hebräischen übersetzt von Barbara Linner, S. Fischer, Frankfurt am Main 2012, ISBN 978-3-10-049521-1.
- Eine mondlose Nacht (Originaltitel: Laila bli jareach, mit Shira Geffen und David Polonsky). Aus dem Hebräischen übersetzt von Barbara Linner, Fischer KJB, Frankfurt am Main 2014, ISBN 978-3-596-85639-8.
- Tel Aviv Noir (mit Gadi Taub, Lavie Tidhar, Deakla Keydar, Matan Hermoni, Julia Fermentto, Gon Ben Ari, Shimon Adaf, Alex Epstein, Antonio Ungar, Gai Ad, Assaf Gavron, Silje Bekeng, Yoav Katz). Herausgegeben von Etgar Keret, Assaf Gavron, aus dem Hebräischen übersetzt von Yardenne Greenspan, Akashic Books, New York 2014, ISBN 978-1-61775-154-7 (englisch).
- Die sieben guten Jahre: Mein Leben als Vater und Sohn. Roman, aus dem Englischen übersetzt von Daniel Kehlmann, S. Fischer, Frankfurt am Main 2016, ISBN 978-3-10-049520-4.
- Tu's nicht: Storys. Novellen, aus dem Hebräischen übersetzt von Barbara Linner, Aufbau, Berlin 2020, ISBN 978-3-351-03815-1.[9]
- Starke Meinung zu brennenden Themen. Aus dem Hebräischen von Barbara Linner. Aufbau, Berlin 2025, ISBN 978-3-351-04218-9.

## Filmografie (Auswahl)
- 1997: Oberflächlich (Malka Lev Adom)
- 2007: Jellyfish – Vom Meer getragen (Medusot)
- 2008: Der Sinn des Lebens für 9,99$ ($9.99)
- 2019: Mein sprechender Goldfisch – 4-tlg. Miniserie bei Arte (L'agent immobilier)[10]